# 諸桧岳
諸桧岳（もろびだけ）とは、岩手県八幡平市と秋田県仙北市との県境にある山である。

## 概要
標高は1,516m。畚岳と嶮岨森をつなぐ登山道である裏岩手縦走路が山頂を通過している。また、諸桧岳の東麓の標高1,200m付近には秋田県道・岩手県道318号八幡平公園線（八幡平樹海ライン）が南北に走る。諸桧岳山頂の標識は、諸桧岳最高点から北西約300mの登山道が直角に曲がっている点に設置されている。
諸桧岳の「諸桧」とは、アオモリトドマツ(オオシラビソ)の方言である。諸桧岳山麓は笹藪の中にアオモリトドマツが数多く茂っている。アオモリトドマツは青森県が分布の北限であるが、この八幡平地区が群生密度が日本一と言われている。標高が低い場所では樹高30mを越える巨木になることもあるが、諸桧岳の山頂付近では風雪にさらされ大きくなれない。
山頂は平坦になっており、一面ハイマツが茂っている。斜面は広く、石沼（いしぬま）という沼をはさんで、1,481mの前諸桧岳がある。石沼には多数の石があり、気候により沼の水量は大きく変化し、ほとんど干上がることもある。石沼は干上がることもあるせいか、植物はあまり生えていないが、この付近にある他の小さな沼にはミツガシワなどの植物が生えている。また、前諸桧岳の南西にも大きなめがね沼という名の沼がある。
1862年(文久2年)の久保田藩の山役記録では諸桧岳を「諸桧臺障子倉(もろびだいしょうじくら)」と記している。久保田藩では「諸桧臺」とは八幡平を意味していた。現在の南八幡平縦走路は当時の山守役が藩境を巡視した山道にあたる。
水沢競馬場では諸桧岳レースが4月と6月に開催されている。

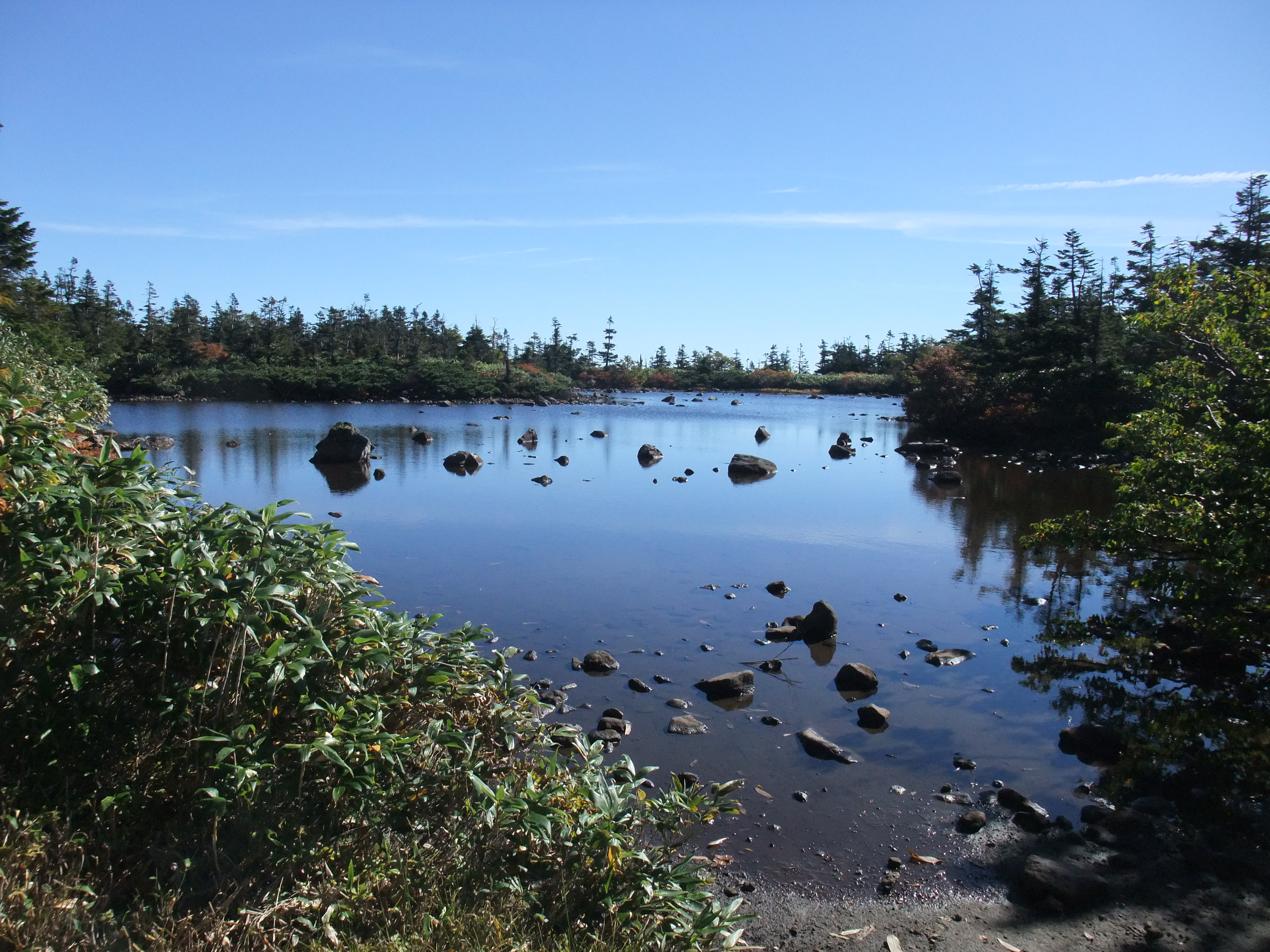
諸桧岳と前諸桧岳の間にある石沼